# Silo graellsii
Silo graellsii är en nattsländeart som beskrevs av Francois Jules Pictet de la Rive 1865. Silo graellsii ingår i släktet Silo och familjen grusrörsnattsländor. Utöver nominatformen finns också underarten S. g. varipilosus.